# 圣旺洛莫讷列斯站
圣旺洛莫讷列斯站（法語：Gare de Saint-Ouen-l'Aumône-Liesse）是法国的一个铁路车站，属于大区快铁C线C1支线和巴黎北线。开通于2002年3月24日，位于瓦兹河谷省圣旺洛莫讷东部的列斯河谷区（Val de Liesse，列斯河是一条汇入瓦兹河的小河）。属于第五收费区（法語：Zone 5）。